# De polyglotta älskarna
De polyglotta älskarna är en roman av Lina Wolff utgiven 2016. Boken är uppdelad i tre delar och handlar om protagonisterna Ellinor, Max och Lucrezia. Romanen är en mångbottnad berättelse som bland annat är en lek med den franske författaren Michel Houellebecq och ett svar på dennes kvinnoskildringar.
Lina Wolff har för De polyglotta älskarna tilldelats Svenska Dagbladets litteraturpris 2016, samt Augustpriset i kategorin Årets bästa skönlitterära bok 2016.